# Jean Capdouze

a Compétitions nationales et continentales officielles uniquement.

b Matchs officiels uniquement.
Jean Capdouze, né le 30 août 1942 à Salies-de-Béarn et mort le 12 juin 1999 Lasseubetat, est un joueur international français de rugby à XV et de rugby à XIII dans les années 1950 à 1970.
Il découvre le rugby à XV au sein de son club de sa ville natale à l'A.S. Salies, il signe dans un premier temps à l'U.S. Dax à ses dix-sept ans avant de rejoindre après un passage au S.A. Saint-Sever la Section paloise. Joueur clé du club palois, il prend une part active au succès de ce dernier en Championnat de France en inscrivant les 14 points de son équipe en finale de l'édition 1964 permettant au club de remporter son troisième bouclier de Brennus de son histoire. J. Capdouze étant une référence du XV, il côtoie la sélection française, alors entraînée par Jean Prat, avec dix sélections et prend part à la tournée de 1964 en Afrique du Sud.
En 1966, J. Capdouze rejoint le code du rugby à XIII et signe pour le XIII Catalan. Durant ses six saisons, il y réalise notamment le doublé Championnat de France 1969 - Coupe de France 1969 avec Claude Mantoulan et Francis Mas, et devient un élément essentiel de l'équipe de France où il y compte 26 sélections et est notamment l'artisan principal du parcours de cette dernière à la Coupe du monde de 1968 avec une finale à la clé. Sous ce maillot bleu, il connaît des victoires prestigieuses contre les meilleures sélections du monde : l'Australie, la Grande-Bretagne, la Nouvelle-Zélande, l'Angleterre et le pays de Galles. Désireux de revenir en 1972 au rugby à XV, cela créé une affaire opposant les fédérations des deux codes de rugby qui finit par le contraindre à poursuivre en XIII, d'abord à l'A.S. Saint-Estève puis à Pau XIII.
Après sa carrière sportive, il devient entraîneur de rugby à XV et prend en main successivement dans les années 1990 la Section paloise, le F.C. Lourdes et le F.C. Grenoble.

## Biographie

### Débuts sportifs
Jean Capdouze est né le 30 août 1942 à Salies-de-Béarn. Il fait ses débuts en rugby à XV à l'AS Salies-de-Béarn.

### Eclosion à l'US Dax
En 1959, à l'âge de 17 ans, Jean Capdouze signe à l'US Dax, et devient officiellement apprenti boulanger-pâtissier, même s'il ne fait que du rugby : « En fait, je vivais comme un pro. Je ne faisais que du rugby. »
Nano Capdouze débute en équipe première à 17 ans, associé à Jean-Claude Lasserre, et pousse l'international Pierre Albaladejo à l'arrière. Cependant, Albaladejo reprend rapidement le numéro 10 lorsque Capdouze se blesse à l'épaule sur un côté fermé en Du-Manoir à Périgueux. Désormais remplaçant, Nano signe quatre mois au SA Saint-Sever, remporte le titre militaire avec la caserne Nansouty de Bordeaux, et attire les recruteurs. Six clubs se disputent alors ses services: CA Bègles, Aviron bayonnais, FC Auch, Stade toulousain, US Romans Péage où évolue alors le souletin Mignaçabal - et la Section paloise.

### Section paloise
En effet, le club du président Albert Cazenave lui propose un emploi stable au CH de Pau, sous les ordres de M. Vésir, père de Dominique Vésir.
1964 est l'année de la consécration. Nano emporte le Brennus 14-0 devant Béziers en inscrivant 11 points. Capdouze est sélectionné par Jean Prat en Équipe de France de rugby à XV  pour la tournée en Afrique du Sud de 1964. Capdouze évolue alors au centre, car Pierre Albaladejo, au sommet de son art, dispute alors son dernier match en bleu à l'ouverture.
Tous les observateurs sportifs prédisent un avenir en bleu radieux pour le jeune et prometteur Nano.
Mais six sélections en équipe nationale plus tard, il opte pour le rugby à XIII, après s'être disputé avec son capitaine à la Section François Moncla.

« Jean Capdouze, avec qui j’ai vécu pas mal de trucs. C’était un excellent joueur, mais dans la vie il était incapable de savoir se conduire. C’était un coureur de filles… En plus de ça, il ne savait pas dire la vérité. Le jour où il aurait dû mentir pour une fois, il a dit la vérité, et il est parti en taule. On l’en a sorti au bout de quinze jours, trois semaines. À l’époque, je ne jouais plus, je m’occupais des juniors de la Section, et je me suis un peu fâché avec les dirigeants car ils voulaient le remettre sur le terrain. Donc j’ai arrêté d’entraîner pendant plus d’un an. »

— François Moncla
En 2020, les membres de l’Amicale des anciens de la Section le sélectionne dans le XV de légende de la Section paloise.
1. Marc Etcheverry 2. André Abadie 3. Robert Paparemborde
4. Jean-Pierre Saux 5. Sylvain Bourbon
6. François Moncla (C) 8. Francis Rongiéras 7. Laurent Cabannes
9. Frédéric Torossian 10. Nano Capdouze
11. Michel Bruel 12. Jean Piqué 13. Jean-Claude Castagnet 14. Philippe Bernat-Salles
15. Nicolas Brusque

### Suite de carrière treiziste

#### Arrivée au rugby à XIII au sein du XIII Catalan
Nano Capdouze évolue avec le XIII Catalan, attiré par l'argent de ce sport professionnel, où il ne tarde pas à imposer « un registre de jeu très varié et un beau tempérament ».

#### 1968: héros et finaliste de la Coupe du monde
En mai-juin 1968, l’Australie et la Nouvelle-Zélande organisent la quatrième édition de la Coupe du monde de rugby à XIII, compétition créée en 1954 sous l'impulsion de l'ancien président de la fédération française Paul Barrière en invitant les trois autres nations majeures de rugby à XIII : l'Australie, la Grande-Bretagne et la Nouvelle-Zélande. Ce concept est maintenu depuis à intervalle irrégulier avec ces quatre mêmes nations. Jean Capdouze est sélectionné au poste de demi d'ouverture par Antoine Jimenez et entraîné par Jep Lacoste pour cette édition où il est le seul joueur du XIII Catalan convié,.
J. Capdouze prend part au poste de demi d'ouverture au match d'ouverture de la Coupe du monde contre la Nouvelle-Zélande le 25 mai 1968 au Carlaw Park en banlieue d'Auckland devant près de 18 000 spectateurs où il y brille. L'adversaire néo-zélandais perd dès la 12e minute leur joueur Brian Lee, expulsé définitivement pour une manchette sur André Ferren, et dut évoluer en infériorité numérique toute la rencontre. Le demi français J. Capdouze livre alors un duel de buteurs contre son homologue Ernie Wiggs avant de marquer un essai à la suite d'une relance de Jean-Claude Cros et d'une percée de Jean-Pierre Lecompte épaulé par Michel Molinier pour l'emmener à marquer entre les poteaux. Dès lors, malgré une supériorité en mêlée fermée des Néo-Zélandais, la France conserve son avance jusqu'à la fin du match pour s'imposer 15-10.
La seconde rencontre face à la Grande-Bretagne s'avère être décisive pour une place en finale à la suite de la défaite de cette dernière face au grand favori australien. Programmée en Nouvelle-Zélande, les deux équipes s'affrontent le 1er juin 1968 au Carlaw Park devant près de 15 000 spectateurs. Un temps pluvieux sévit sur la pelouse qui rend impossible la tenue d'un jeu ordonné. Devant cette difficulté, les Britanniques mènent 2-0 à la mi-temps sur une pénalité de Bev Risman. Mais la seconde mi-temps tourne à l'avantage des Français forts d'un pack d'avants dominant et du jeu au pied de J. Capdouze, Roger Garrigue et Jean-Pierre Clar, et les Français parviennent à s'imposer sur un essai de Jean-René Ledru pour porter le score final à 7-2. La France se qualifie pour la finale pour la seconde fois de son histoire après l'édition de 1954.
Composition de l'équipe de France :
Pour la troisième rencontre de poule, la France va sur les terres australiennes après deux rencontres en Nouvelle-Zélande, celle-ci oppose les deux équipes qualifiées pour la finale le 8 juin 1968, la France et l'Australie. Afin de mieux préparer la finale qui se déroule deux jours après cette rencontre joué au Lang Park de Brisbane, les deux équipes font tourner leurs effectifs, mais J. Capdouze est tout de même aligné. Ce match s'achève sur un score sévère pour la France qui est nettement battue 37-4, les points français tous inscrits par J. Capdouze, et amène l'Australie à se poser comme le grand favori de la finale,.
J. Capdouze se trouve dans le treize titulaire pour cette finale qui se déroule le 10 juin 1968 au Sydney Cricket Ground devant près de 54 000 spectateurs en composant la charnière avec Roger Garrigue. Dans un stade acquis à sa cause, l'Australie, dirigée par la charnière Billy Smith et Bob Fulton, réalise une haute performance en dominant l'équipe de France grâce à un jeu varié, dynamique et une domination territoriale. Les Français subissent le jeu australien malgré la vaillance de sa défense. Battue 20-2, J. Capdouze, victime d'une hématome à la hanche dans cette finale, et la France terminent ainsi vice-champions du monde et espèrent entrevoir par cet exploit la volonté d'un renouveau du rugby à XIII dans son pays.

#### Fin de carrière à XIII à l'A.S. Saint-Estève et au Pau XIII
Capdouze rejoint ensuite Saint-Estève et enfin Pau-Béarn XIII,.

### Retour en Béarn
Après ses sept années chez le XIII Catalan, en compagnie d'un autre béarnais Claude Mantoulan, il sent arriver la fin de l'âge d'or du XIII.
Capdouze veut alors revenir à XV mais le président Albert Ferrasse s'y oppose. Nano Capdouze retourne en Béarn et s'installe à Gan en 1974, travaillant à la boulangerie Chabat. Il se met au service du Gan olympique. À 38 ans, il retrouve enfin sa licence et dispute son dernier match en quart de finale de Challenge de l'Espoir contre Tartas.

### Reconversion en tant qu'entraîneur
Jean Capdouze est entraîneur à la Section paloise avec Gérard Poeydomenge en 1990-1991 puis avec Christian Martinez en 1991-1994, au FC Lourdes avec Henri Nieto champion de France du groupe B en 1994-1995 et au FC Grenoble, en 1995-1996.
Nano Capdouze est médaillé de la ville de Pau en 1999.
Il meurt le 12 juin 1999 à Lasseubetat des suites d'une amyotrophie spinale. Il est inhumé dans son village natal de Salies-de-Béarn.
Son petit-fils, Arnaud Bartès, est également un joueur de rugby ayant évolué dans les deux codes.

## Palmarès

### rugby à XV
Avec la Section paloise
- championnat de France de première division :
  - Champion (1) : 1964
- Challenge Yves du Manoir :
  - Finaliste (1) : 1964

#### Détails en sélection
Jean Capdouze termine à la deuxième place du Tournoi des Cinq Nations 1965.
| Édition           | Rang | Résultats France | Résultats Jean Capdouze | Matchs Jean Capdouze |
| ----------------- | ---- | ---------------- | ----------------------- | -------------------- |
| Cinq Nations 1965 | 2    | 2 v, 1 n, 1 d    | 1 v, 1 n, 1 d           | 3/4                  |

De 1964 à 1965, Jean Capdouze dispute six matches avec l'équipe de France au cours desquels il marque deux essais (6 points). Il participe notamment au Tournoi des Cinq Nations 1965. Capdouze est le 546e internationial du XV de France.
Jean Capdouze débute en équipe nationale à 21 ans le 25 juillet 1964 à Springs contre l'équipe d'Afrique du Sud. Il joue les trois premiers matchs au poste de centre et les trois derniers comme demi d'ouverture.

### Rugby à XIII
- Collectif :
  - Vainqueur du Championnat de France : 1969 (XIII Catalan).
  - Vainqueur de la Coupe de France : 1969 (XIII Catalan).
  - Finaliste de la Coupe du monde : 1968 (France).
  - Finaliste du Championnat de France : 1970 (XIII Catalan).
  - Finaliste de la Coupe de France : 1967 (XIII Catalan).

#### Coupe du monde
| Édition         | Rang      | Résultats France | Résultats Capdouze | Matchs Capdouze |
| --------------- | --------- | ---------------- | ------------------ | --------------- |
| Australie 1968  | Finaliste | 2 v, 0 n, 2 d    | 2 v, 0 n, 2 d      | 4/4             |
| Angleterre 1970 | Troisième | 1 v, 0 n, 2 d    | 1 v, 0 n, 2 d      | 3/3             |

Légende : v = victoire ; n = match nul ; d = défaite.

#### Détails en sélection
| 1.  | 17 décembre 1967  | Australie        | 7-7   | Test-match     | Remplaçant       | -  | - | - | - |
| 2.  | 24 décembre 1967  | Australie        | 10-3  | Test-match     | Demi d'ouverture | 10 | - | 4 | 1 |
| 3.  | 7 janvier 1968    | Australie        | 16-13 | Test-match     | Demi d'ouverture | 10 | - | 4 | 1 |
| 4.  | 11 février 1968   | Grande-Bretagne  | 13-22 | Test-match     | Demi d'ouverture | -  | - | - | - |
| 5.  | 2 mars 1968       | Grande-Bretagne  | 8-19  | Test-match     | Demi d'ouverture | 2  | - | 1 | - |
| 6.  | 25 mai 1968       | Nouvelle-Zélande | 15-10 | Coupe du monde | Demi d'ouverture | 13 | 1 | 1 | - |
| 7.  | 2 juin 1968       | Grande-Bretagne  | 7-2   | Coupe du monde | Demi d'ouverture | 2  | - | 1 | - |
| 8.  | 8 juin 1968       | Australie        | 4-37  | Coupe du monde | Demi d'ouverture | 4  | - | 2 | - |
| 9.  | 10 juin 1968      | Australie        | 2-20  | Coupe du monde | Demi d'ouverture | 2  | - | 1 | - |
| 10. | 2 février 1969    | Grande-Bretagne  | 13-9  | Test-match     | Demi d'ouverture | 4  | - | 1 | 1 |
| 11. | 9 mars 1969       | Pays de Galles   | 17-13 | Test-match     | Demi d'ouverture | 11 | 1 | 4 | - |
| 12. | 23 octobre 1969   | Pays de Galles   | 8-2   | Coupe d'Europe | Demi d'ouverture | 2  | - | 1 | - |
| 13. | 25 octobre 1969   | Angleterre       | 11-11 | Coupe d'Europe | Demi d'ouverture | 2  | - | 1 | - |
| 14. | 25 janvier 1970   | Pays de Galles   | 11-15 | Coupe d'Europe | Demi d'ouverture | 4  | - | 2 | - |
| 15. | 15 mars 1970      | Angleterre       | 14-9  | Coupe d'Europe | Demi d'ouverture | 6  | - | 2 | 1 |
| 16. | 25 octobre 1970   | Nouvelle-Zélande | 15-16 | Coupe du monde | Demi d'ouverture | 6  | - | 3 | - |
| 17. | 28 octobre 1970   | Grande-Bretagne  | 0-6   | Coupe du monde | Demi d'ouverture | -  | - | - | - |
| 18. | 1er novembre 1970 | Australie        | 17-15 | Coupe du monde | Demi d'ouverture | 9  | 1 | 2 | 1 |
| 19. | 11 novembre 1970  | Australie        | 4-7   | Test-match     | Demi d'ouverture | 4  | - | 2 | - |
| 20. | 7 février 1971    | Grande-Bretagne  | 16-8  | Test-match     | Demi d'ouverture | 10 | - | 5 | - |
| 21. | 11 novembre 1971  | Nouvelle-Zélande | 11-27 | Test-match     | Centre           | -  | - | - | - |
| 22. | 21 novembre 1971  | Nouvelle-Zélande | 2-24  | Test-match     | Demi d'ouverture | 2  | - | 1 | - |
| 23. | 28 novembre 1971  | Nouvelle-Zélande | 3-3   | Test-match     | Demi d'ouverture | -  | - | - | - |
| 24. | 6 février 1972    | Grande-Bretagne  | 9-10  | Test-match     | Demi d'ouverture | 6  | - | 2 | 2 |
| 25. | 12 mars 1972      | Grande-Bretagne  | 10-45 | Test-match     | Demi d'ouverture | 4  | - | 2 | - |

#### Détails en club
| Saison    | Saison          | Championnat           | Championnat | Coupe           | Coupe      | Sélection | Sélection | Sélection | Sélection | Sélection | Sélection | Sélection |
| Saison    | Saison          | Comp.                 | Class.      | Comp.           | Class.     | Comp.     | M         | Pts       | Ess.      | Buts      | Dp.       |           |
| --------- | --------------- | --------------------- | ----------- | --------------- | ---------- | --------- | --------- | --------- | --------- | --------- | --------- | --------- |
| 1966-1967 | XIII Catalan    | Championnat de France | Barrage     | Coupe de France | Finaliste  |           |           |           |           |           |           |           |
| 1967-1968 | XIII Catalan    | Championnat de France | 1/4 finale  | Coupe de France | 1/8 finale | CM        | 9         | 33        | 1         | 14        | 2         |           |
| 1968-1969 | XIII Catalan    | Championnat de France | Champion    | Coupe de France | Vainqueur  |           | 2         | 15        | 1         | 5         | 1         |           |
| 1969-1970 | XIII Catalan    | Championnat de France | Finaliste   | Coupe de France | 1/2 finale | CE        | 4         | 14        | -         | 6         | 1         |           |
| 1970-1971 | XIII Catalan    | Championnat de France | Barrage     | Coupe de France | 1/8 finale | CM        | 5         | 29        | 1         | 12        | 1         |           |
| 1971-1972 | XIII Catalan    | Championnat de France | 9e          | Coupe de France | 1/8 finale |           | 5         | 12        | -         | 5         | 2         |           |
| 1972-1973 | AS Saint-Estève | Championnat de France | 1/4 finale  | Coupe de France | 1/8 finale |           |           |           |           |           |           |           |
| 1973-1974 | AS Saint-Estève | Championnat de France | 1/2 finale  | Coupe de France | 1/2 finale |           |           |           |           |           |           |           |
| 1974-1975 | Pau XIII        | Championnat de France | 10e         | Coupe de France | 1/8 finale |           |           |           |           |           |           |           |
| 1975-1976 | Pau XIII        | Championnat de France | 21e         | Coupe de France |            |           |           |           |           |           |           |           |